# Markdorfer Eisweiher
Das Gebiet „Markdorfer Eisweiher“ ist ein mit Verordnung vom 11. Februar 1992 des Regierungspräsidiums Tübingen ausgewiesenes Naturschutzgebiet (NSG-Nummer 4.196) mit umliegendem Landschaftsschutzgebiet (LSG-Nummer 4.35.035) im Westen der baden-württembergischen Stadt Markdorf im Bodenseekreis in Deutschland.

## Lage
Das rund 13 Hektar große Naturschutzgebiet mit dem 16 Hektar großen Landschaftsschutzgebiet Markdorfer Eisweiher gehört naturräumlich zum Bodenseebecken. Es liegt westlich der Ortsmitte Markdorfs, südlich der Bahnstrecke Stahringen–Friedrichshafen, östlich des Ortsteils Riedern und westlich der Bundesstraße 33 Richtung Meersburg, auf einer Höhe von 430 m ü. NN im Bereich eines namensgebenden ehemaligen Eisweihers.

## Schutzzweck
Wesentlicher Schutzzweck des Naturschutzgebietes ist die Erhaltung und Entwicklung der Reste des Niedermoorkomplexes als Lebensraum seltener, zum Teil vom Aussterben bedrohter Tier- und Pflanzenarten sowie als Standort einer typischen, artenreichen Streuwiesenflora. In der überwiegend landwirtschaftlich genutzten, strukturarmen Umgebung stellt der Markdorfer Eisweiher ein naturnahes Rückzugsgebiet für bedrohte Tierarten – vor allem Vögel, Amphibien und Insekten – dar. Mit seinem reich strukturierten Mosaik verschiedener Feuchtgebietstypen ist er als Element im Biotopverbundsystem von besonderer Bedeutung. Daher gilt es vor allem. das Miteinander von Wasserflächen, Röhricht, Streuwiesen, anderen Wiesen und Gehölzbeständen zu erhalten und zu verbessern. Im Naturschutzgebiet hat die Biotopfunktion Vorrang. Abgesehen von der Streuwiesennutzung sollte keine landwirtschaftliche Nutzung stattfinden.
Das Landschaftsschutzgebiet umfasst die Randbereiche und dient der Vermeidung nachteiliger Einflüsse auf das Naturschutzgebiet durch störende oder den Naturhaushalt beeinträchtigende Veränderungen der Umgebung.